# Вибух газу в Їньчуані (2023)
21 червня 2023 року 31 людина загинула і ще семеро отримали поранення в ресторані барбекю «Фуян» (кит. 富洋烧烤店) в районі Сінцин, Їньчуань, Нінся-Хуейський автономний район, Китай, після вибуху газу, що стався напередодні свята човнів-драконів.
Вибух став найсмертоноснішим у Китаї з 2019 року, коли внаслідок вибуху на хімічному заводі у східній провінції Цзянсу загинуло 78 людей.

## Вибух
За повідомленням державної телекомпанії China Central Television (CCTV), вибух стався близько 20:40 за місцевим часом на жвавій вулиці після витоку з баку зі скрапленим газом, що знаходився на кухні ресторану. Влада з'ясовує точну причину витоку.
Камери відеоспостереження показали, як більше десятка пожежників боролися з полум'ям, в той час, як дим валив з великого отвору в передній частині ресторану. Вулиця була засипана уламками скла та іншим брухтом. Міністерство з питань надзвичайних ситуацій заявило, що до місця події було направлено понад 100 осіб особового складу та 20 одиниць техніки пожежно-рятувальних служб. На відео з соціальної мережі Douyin видно, як рятувальники з драбинами намагаються дістатися до жертв, які опинилися в пастці на другому поверсі.

## Жертви
Внаслідок вибуху загинула щонайменше 31 людина, ще семеро отримали поранення. Серед жертв були учні старших класів та пенсіонери. Серед загиблих багато хто помер від вдихання диму.

## Наслідки
Уряд провінції переселив 64 сім'ї з сусідніх житлових комплексів до готелів.

## Розслідування
Місцеві ЗМІ повідомили, що за результатами попереднього розслідування, проведеного пожежною охороною, працівник ресторану відчув запах витоку газу приблизно за годину до вибуху. Згодом працівник виявив пошкоджений клапан на резервуарі зі скрапленим газом і саме замінював його, коли стався вибух. Дев'ять осіб, включаючи власника ресторану, акціонерів і персонал, були затримані поліцією після вибуху, а їхні фінансові активи були заморожені.

## Реакції
Генеральний секретар Комуністичної партії Сі Цзіньпін закликав докласти максимальних зусиль для надання медичної допомоги постраждалим. Він наказав провести «тотальну операцію з порятунку і лікування поранених» і зажадав посилити заходи безпеки.
22 червня 2023 року влада Їньчуаня пообіцяла розпочати розслідування у відповідних галузях промисловості, щоб уникнути подібних катастроф у майбутньому.